# Церква Носса-Сеньйора-ду-Росаріу
Церква Носса-Сеньйора-ду-Росаріо (португальською, Igreja da Nossa Senhora do Rosario) розташована в провінції Куанза-Норте, Ангола.

## Історія
Ця церква розташована в Камбамбе, провінція Північна Кванза, і була побудована за наказом губернатора Мануеля Сервейри Перейри в 1603 році. Це одна з найдавніших церков, яка своєю архітектурою нагадує церкву Мушіма. Вона володіла декількома рабами та була релігійним місцем, де рабів, що походили з факторій (Feitorias), хрестили, і від захоплень, зроблених португальцями в сусідніх селах, щоб використовувати їх як дешеву робочу силу на плантаціях і шахтах, якими європейці володіли на американських землях. Вона була класифікована як національна пам'ятка згідно з провінційним указом n. 67, 30 травня 1925 р. Вона погано збереглася. Є державною власністю, і відповідальність за його утримання та збереження несе Міністерство культури.

## Статус Світової спадщини
22 листопада 1996 року це місце було додано до Попереднього списку Світової спадщини ЮНЕСКО в категорії «Культура».